# Nina Simone Mindt
Nina Simone Mindt (* 4. Juni 1980 in Berlin-Spandau) ist eine deutsche Klassische Philologin.

## Wirken
Nach dem Studium der Fächer Latein und Deutsch an der Humboldt-Universität zu Berlin und der Universität Siena legte sie 2005 das erste Staatsexamen ab. Von April 2005 bis 2008 war sie wissenschaftliche Mitarbeiterin am Sonderforschungsbereich 644 Transformationen der Antike (Teilprojekt Übersetzung der Antike). Sie wurde 2007 promoviert und 2012 habilitiert. Von 2009 bis 2011 forschte sie am Istituto di Studi Umanistici Firenze. Seit 2007 ist sie wissenschaftliche Mitarbeiterin am Institut für Klassische Philologie (Latinistik) an der Humboldt-Universität zu Berlin. Von Oktober 2015 bis März 2019 vertrat sie einen Lehrstuhl Klassische Philologie/Latein an der Universität Wuppertal.
Ihre Arbeitsschwerpunkte sind augusteische Poetologie und Transformationen von Meta-Poetik, Epigramm, Literatur der flavischen Zeit, innerpoetische Kanondiskussionen (explizit und implizit, u. a. Parodie, Cento), literarisch konstruierte Kommunikationsräume und ihre Transformationen, Rezeption und Transformation der Antike und Übersetzungstheorie und -geschichte.

## Schriften (Auswahl)
- Die meta-sympotischen Oden und Epoden des Horaz (= Vertumnus. Band 3). Ed. Ruprecht, Göttingen 2007, ISBN 3-89744-257-4 (zugleich Examensarbeit, Humboldt-Universität Berlin 2005).
- Manfred Fuhrmann als Übersetzer der Antike. Ein Beitrag zu Theorie und Praxis des Übersetzens (= Transformationen der Antike. Band 5). de Gruyter, Berlin 2008, ISBN 978-3-11-020364-6 (zugleich Dissertation, Humboldt-Universität Berlin 2007).
- als Herausgeberin mit Josefine Kitzbichler, Martin Harbsmeier und Katja Lubitz: Übersetzen antiker Literatur. Funktionen und Konzeptionen seit 1800 (= Transformationen der Antike. Band 7). de Gruyter, Berlin 2008, ISBN 3-11-020622-6.
- mit Josefine Kitzbichler und Katja Lubitz: Theorie der Übersetzung antiker Literatur in seit 1800 (= Transformationen der Antike. Band 9). de Gruyter, Berlin 2009, ISBN 978-3-11-020623-4.
- mit Josefine Kitzbichler und Katja Lubitz: Dokumente zur Theorie der Übersetzung antiker Literatur in Deutschland seit 1800 (= Transformationen der Antike. Band 10). de Gruyter, Berlin 2009, ISBN 3-11-021490-3.
- als Herausgeberin mit Pierluigi Leone Gatti: Undique mutabant atque undique mutabantur. Beiträge zu augusteischer Literatur und ihren Transformationen (= Vertumnus. Band 8). Ed. Ruprecht, Göttingen 2011, ISBN 978-3-7675-3090-4.
- Martials ‚epigrammatischer Kanon‘ (= Zetemata. Band 146). Beck, München 2013, ISBN 3-406-65544-0 (zugleich Habilitationsschrift, Humboldt-Universität Berlin 2011).